# کاسالییا
کاسالییا (به اسپانیایی: Cazalilla) یکی از دهستان‌های استان خائن در کشور اسپانیا است. این شهر با مساحت ۴۶٫۶۳ کیلومتر مربع، ۸۲۸ تن جمعیت دارد.